# Angelo del Portogallo

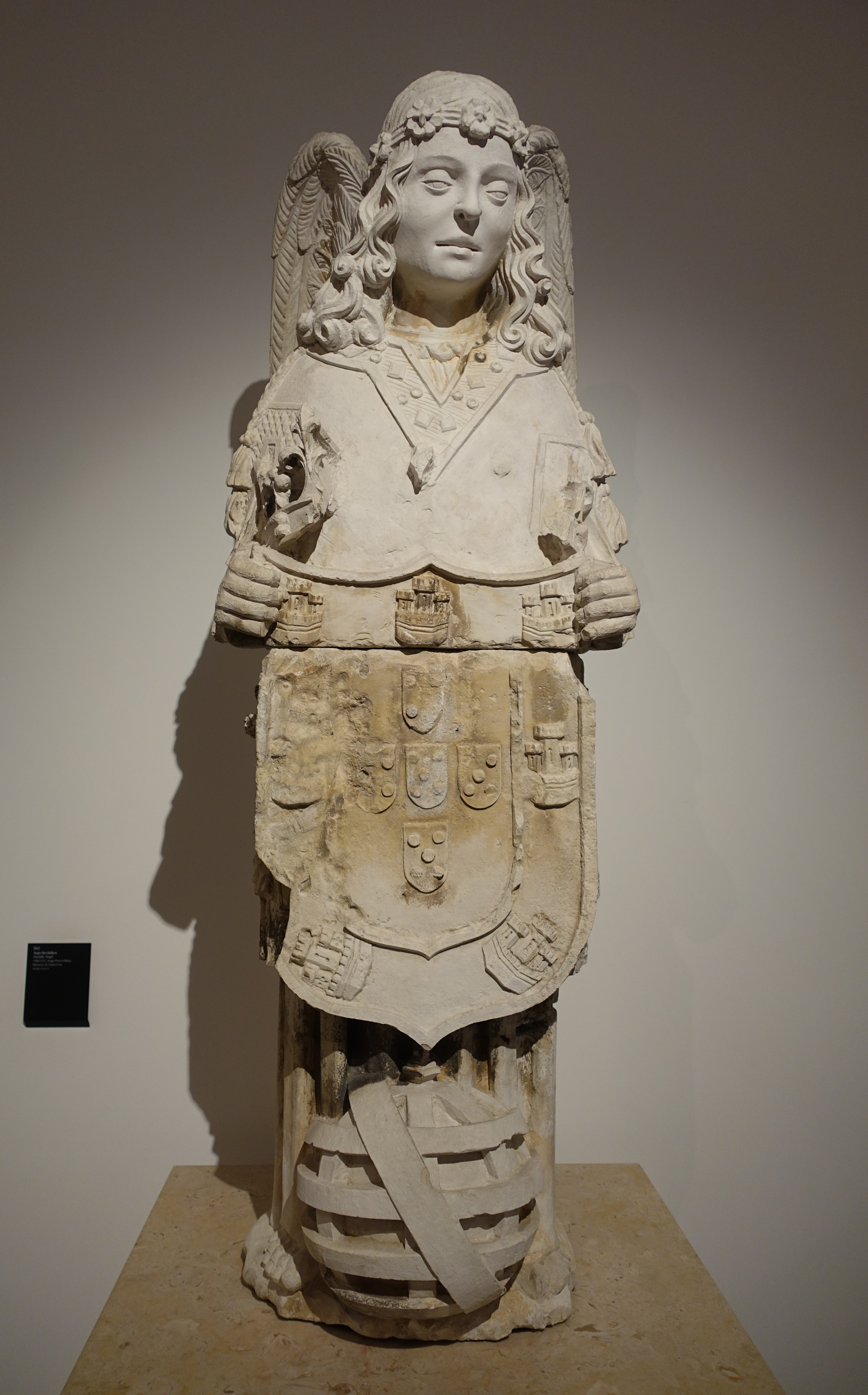
L'angelo custode del Portogallo.

L'angelo del Portogallo (portoghese: Anjo de Portugal), indicato anche come l'angelo custode del Portogallo (Anjo da Guarda de Portugal), il santo angelo custode del Portogallo (Santo Anjo da Guarda de Portugal), l'angelo custode (Anjo Custódio) o l'Angelo della Pace (Anjo da Paz)   è riconosciuto come l'angelo custode del Portogallo, che è l'unico Paese ad avere una figura angelica come proprio protettore e patrono. Il Portogallo celebra la Festa dell'Angelo il 10 giugno.
Egli è stato identificato con san Michele arcangelo.

## Storia
La parete est della cappella del monastero di Batalha, la cui costruzione era stata iniziata nel 1386, aveva un altare consacrato all'angelo custode del Portogallo.  Nel 1504, su richiesta del re Manuele I del Portogallo, papa Giulio II istituì la festa dell'Angelo Custode del Regno (Anjo Custódio do Reino).
Il culto dell'Angelo Custode del Portogallo declinò notevolmente dopo il XVII secolo e fu ufficialmente ripristinato nel 1952, quando papa Pio XII inserì la sua festa nel calendario liturgico portoghese.
Nel 1917, i tre protagonisti delle apparizioni mariane della Madonna di Fatima dichiararono di aver assistito nell'anno precedente a tre manifestazioni dell'angelo custode. San Michele è anche l'angelo custode della Sacra Famiglia di Nazareth.